# 小野健一 (声優)
小野 健一（おの けんいち、1958年1月11日 - ）は、日本の男性俳優、声優。東京都豊島区池袋出身。

## 来歴
明治大学中退。
21歳の時に役者を目指して、舞台活動から始める。
円・演劇研究所、総合芸術学院で演技を学び、劇団すごろくに入団。所属事務所はぷろだくしょんバオバブ、オフィス・ワットを経て2006年（平成18年）10月1日よりリマックスに所属し、2018年12月1日からRush Style所属。

## 人物
演劇部隊チャッターギャング部隊長。
趣味はマラソン、ホットヨガ。
名脇役にしてコメディリリーフで誠実な声と役のわりに、コメディ色の強い印象がある。舞台では悪代官などをコミカルに演じている。
「役の大小にかかわらず自分の演じ方を再現できるプロ」と評されるなど、記憶力および演じ分けに定評があり『告発の行方』（テレビ朝日『日曜洋画劇場』版）のWOWOWでのノーカット放映に向けた約30年ぶりの追加収録では出番の少ない（約1分程度）端役の再演であったにもかかわらず、小野は当時自身が演じた役柄の再演を当時とほぼ変わらない、違いを聞き分けられない声と演技で行っており、ディレクターが「当時のまんまだ」と驚嘆、即座にOKが出て10分で帰宅が許されるその実力に周囲が鳥肌が立つほどであったという。

## 出演
太字はメインキャラクター

### テレビアニメ
1982年
- おはよう!スパンク ※小野喜久男名義
- 科学救助隊テクノボイジャー（所員B、通信士、係員B）※小野喜久男名義

1983年
- キャッツ・アイ
- 銀河漂流バイファム（1983年 - 1998年、兵士、将校B、民間人B、アデル 他） - 2シリーズ
- 超時空世紀オーガス

1984年
- アタッカーYOU!（鶴岡真知男）
- ガラスの仮面（森）
- 銀河パトロールPJ（トム）
- 超力ロボ ガラット（1984年 - 1985年、シルバー、モアイ君、しりぐちくん、熱血くん、ドライカ 他）
- よろしくメカドック（男B）

1985年
- おねがい!サミアどん
- 昭和アホ草紙あかぬけ一番!（1985年 - 1986年、男A、男子保健委員 他）
- 超攻速ガルビオン（テッド）
- 星銃士ビスマルク
- プロゴルファー猿（若者）
- ルパン三世 PARTIII（1984年 - 1985年）

1986年
- 機動戦士ガンダムΖΖ（エイン、副官、兵）
- 青春アニメ全集（松本、生徒）
- ドテラマン（元鬼）
- 光の伝説（茶亜利）
- マシンロボ クロノスの大逆襲（デビルサターン1、斥候コマンダー、バギー、兵士A、コマンダー、ギルダーB、ファルコン、イーター、超人A、ダブルロック、デビルロック、妖兵、カラテロボ、ミサイルタンク）
- ボスコアドベンチャー（ヤマネ）
- ロボタン

1987年
- 赤い光弾ジリオン（ドクター・カリガー）
- ウルトラB（1987年 - 1989年、ネコ、捕方B）
- シティーハンター（男たち）
- Bugってハニー（助カントク 他）
- マシンロボ ぶっちぎりバトルハッカーズ（デビルサターン1、シャトルロボ、ホットロッドジョー、F1ジャック、バギーウルフ、シブミダス）
- ミスター味っ子（1987年 - 1989年、三崎、シェフ竹 他）
- めぞん一刻

1988年
- 新グリム名作劇場（長男）
- 超音戦士ボーグマン（メテオA、マジッカ、歩哨A）
- トッポ・ジージョ（ピエール、男A、客、カメラマン、コンドル、ドル） - 2シリーズ

1989年
- 青いブリンク（牧童A、盗賊B、ヨー、兵）
- ジャングルブック・少年モーグリ（猿）
- それいけ!アンパンマン（1989年 - 2001年、フルト、スペード〈2代目〉、ホウタイマン〈初代〉、のこぎりまん、うなぎまん、おこのみやきまん、クツベラー、キビ太郎）
- たいむとらぶるトンデケマン!（1989年 - 1990年、部下、オービル・ライト）
- 天空戦記シュラト（アンテラ）
- まじかるハット

1990年
- からくり剣豪伝ムサシロード（コンドウ）
- コボちゃんスペシャル 秋がいっぱい!!（おまわりさん）
- 昆虫物語 みなしごハッチ（ハンミョウ）
- それいけ!アンパンマン みなみの海をすくえ!（カモメ）
- PEACH COMMAND 新桃太郎伝説（赤の豪羅）
- ふしぎの海のナディア（ネオアトラン兵士、ノーチラス号乗組員、ネオアトラン幹部、ネオアトラン部下）
- NG騎士ラムネ&40（オタロー、ムラマッサン）
- 魔神英雄伝ワタル2（男の人）
- 勇者エクスカイザー（技師B）
- RPG伝説ヘポイ（モクモクモ）
- アイドル天使ようこそようこ（警備員）

1991年
- OH!MYコンブ（放送部員）
- 機甲警察メタルジャック（ギルリア、霧谷俊一、TVアナウンサー）
- ジャンケンマン（フラメンコ）
- DRAGON QUEST -ダイの大冒険-
- 少年アシベ（1991年 - 1992年、山本アキラ、山本マサル、スガオのパパ） - 2シリーズ
- 新世紀GPXサイバーフォーミュラ（アスラーダ）
- 太陽の勇者ファイバード（商店主）
- 魔法のプリンセス ミンキーモモ（社員B）
- 横山光輝 三国志（陳登）

1992年
- 宇宙の騎士テッカマンブレード（シャーロ参謀、カーロス）
- クッキングパパ（吉田）
- 超電動ロボ 鉄人28号FX（デビル火刀、敷島博士）
- 花の魔法使いマリーベル（1992年 - 1993年、タクロー、オス犬、インストラクター、係員、雪ダルマ、花）
- フランダースの犬 ぼくのパトラッシュ（農夫）
- みかん絵日記（草凪藤治郎）
- 見ると強くなる 痛快!横綱アニメ ああ播磨灘（時津洋、行司、ナレーション、若不動、竹内 他）

1993年
- 南国少年パプワくん（猿王）
- ムカムカパラダイス（1993年 - 1994年、達磨、支配人、ヤクザ、店長、風呂敷マン、ブンドイ）

1994年
- ジャングルの王者ターちゃん♡（マット・コーガン）
- とっても!ラッキーマン（わき役星人B）
- とんでぶーりん（国分信一郎）
- 覇王大系リューナイト（ガルボ、ケルト）

1995年
- 怪盗セイント・テール（川井）
- 恐竜冒険記ジュラトリッパー（ジョバンニ）
- 飛べ!イサミ（坂本数馬、銀天狗 / 田能久健）
- バーチャファイター（男B）
- ふしぎ遊戯（中国人B、村人A、警官）
- ママはぽよぽよザウルスがお好き（源大の父）
- モジャ公（ドロボーキング）
- ロミオの青い空（レオン）

1996年
- 快傑ゾロ（レッドウルフ首領、ヒル）
- 機動戦艦ナデシコ（プロスペクター、海燕ジョー）
- B'T-X（B'Tファルコン）
- YAT安心!宇宙旅行（アーバン、手下）

1997年
- エルフを狩るモノたちII（ウサギ仮面）
- 忍ペンまん丸（ピエーロ）
- 名探偵コナン（1997年 - 2002年、宇田裕一、矢吹丈二）
- 烈火の炎（立迫文夫）

1998年
- 金田一少年の事件簿（1998年 - 2015年、高遠遙一 / 地獄の傀儡師 / 人形館の男 / スカーレット・ローゼス / 赤尾一葉、菅原刑事、ワトソン） - 3シリーズ
- TRIGUN（医者）
- 万能文化猫娘（山形先生）

1999年
- 地球防衛企業ダイ・ガード（城田志郎）
- ひみつのアッコちゃん第3期（コーチ）

2000年
- ゾイド -ZOIDS-（ドーセット）
- タイムボカン2000 怪盗きらめきマン（西部男）
- はじめの一歩（2000年 - 2013年、藤井稔、リングアナ） - 4シリーズ
- ラブひな（なるの義父）
- ONE PIECE（2000年 - 2024年、ギン、ドルトン、Mr.11、サンファン・ウルフ、ライムジュース）

2001年
- 犬夜叉（ニュースキャスター）
- 学園戦記ムリョウ（川森アツシ、ジルトーシュ、ヴェルン星人）
- グラップラー刃牙（松尾、加納秀明）
- スターオーシャンEX（シン）
- 爆転シュート ベイブレード（ジョージ・スミス〈大統領〉）
- ヒカルの碁（河合さん）

2002年
- キン肉マンII世（2002年 - 2006年、ラーメンマン） - 3シリーズ
- 天地無用! GXP（バルタ国王）
- 爆闘宣言ダイガンダー（保安官）
- ロックマンエグゼ（2002年 - 2006年、レト・ルート、ダーク・ミヤビ ） - 4シリーズ

2003年
- L/R -Licensed by Royal-（摂政ランド公、機長、ミラリオ卿）
- シンデレラボーイ（ロメール）
- FIRESTORM（将校）

2004年
- おじゃる丸（ゲンさん）
- かいけつゾロリ（ヨッちゃん）
- ふたりはプリキュア（シカルプ、ジャアクキング）

2005年
- 交響詩篇エウレカセブン（モリタ）
- ふたりはプリキュア Max Heart（バルデス）
- ボボボーボ・ボーボボ（ねんちゃく）
- まじめにふまじめ かいけつゾロリ（2005年 - 2006年、ドラゴン使い、薬局店員）

2006年
- スーパーロボット大戦OG -ディバイン・ウォーズ-（ゼンガー・ゾンボルト）
- デジモンセイバーズ（白鳥多助）
- 出ましたっ!パワパフガールズZ（電波モンスター、雑草モンスター）

2007年
- 機神大戦ギガンティック・フォーミュラ（イドリス司令）
- 逆境無頼カイジ（バランス理論の男）
- レ・ミゼラブル 少女コゼット（仕立て屋の主人）

2008年
- ケロロ軍曹（カンリョー星人）
- 西洋骨董洋菓子店〜アンティーク〜（不動産屋）
- ポルフィの長い旅（ダフネ、おじさん、カール・フォン・アイゼンベルク）

2009年
- 空中ブランコ（泌尿器科医）
- 蒼天航路（典韋）

2010年
- スーパーロボット大戦OG -ジ・インスペクター-（ゼンガー・ゾンボルト、ウォーダン・ユミル）

2011年
- 逆境無頼カイジ 破戒録篇（小田切）

2012年
- 聖闘士星矢Ω（ドーレ）

2013年
- うたの☆プリンスさまっ♪ マジLOVE2000%（司会者）

2014年
- 怪盗ジョーカー（2014年 - 2016年、ダークアイ） - 4シリーズ

2015年
- うたの☆プリンスさまっ♪ マジLOVEレボリューションズ（MC）

2016年
- うたの☆プリンスさまっ♪ マジLOVEレジェンドスター（MC）

2017年
- ONE PIECE エピソードオブ東の海 〜ルフィと4人の仲間の大冒険!!〜（ギン）

2019年
- B-PROJECT〜絶頂*エモーション〜（ルーカス）

2020年
- アサティール 未来の昔ばなし（サーレ）

2021年
- 半妖の夜叉姫（七星）

2023年
- BORUTO-ボルト- NARUTO NEXT GENERATIONS（ガンノ）

2024年
- 魔法科高校の劣等生（エルンスト・ローゼン）

### 劇場アニメ
1980年代
- ウインダリア（1986年、市民）
- うる星やつら4 ラム・ザ・フォーエバー（1986年）
- GREY デジタル・ターゲット（1986年、トループス〈A〉）

1990年代
- ヘヴィ（1990年、ジャック・レッドマン）
- 殺人切符はハート色（1990年、ウェイター）
- とべ!くじらのピーク（1991年、ポック）
- ろくでなしBLUES 1993（1993年、五代）
- それいけ!アンパンマン みんな集まれ! アンパンマンワールド（1994年、おこのみやきまん）
- 音響生命体ノイズマン（1997年、マスター）
- 機動戦艦ナデシコ -The prince of darkness-（1998年、プロスペクター）
- 金田一少年の事件簿2 殺戮のディープブルー（1999年、菅原刑事）

2000年代
- BLOOD THE LAST VAMPIRE（2000年、地下鉄アナウンサー）
- デジモンテイマーズ 冒険者たちの戦い（2001年、上原武人）
- 劇場版 金色のガッシュベル!! 101番目の魔物（2004年、念力の先生）
- ONE PIECE THE MOVIE エピソードオブチョッパー+ 冬に咲く、奇跡の桜（2008年、ドルトン）

2010年代
- TRIGUN Badlands Rumble（2010年）

2020年代
- ONE PIECE FILM RED（2022年、ライムジュース）

### OVA
1984年
- 銀河漂流バイファム 集まった13人（兵隊）

1985年
- 銀河漂流バイファム “ケイトの記憶” 涙の奪回作戦!!（プレスマン）
- ジャスティ（ボルバー・シークレン）
- ダーティペアの大勝負 ノーランディアの謎（パイロットB）
- ドリームハンター麗夢（警官達2、教師）
- バビ・ストック I 果てしなき標的（囚人）

1986年
- ザ・ヒューマノイド 哀の惑星レザリア（兵士B）
- 仏典物語（コンダニャ）

1987年
- エルフ・17（側近）
- 傷追い人（男A）
- JUNK BOY

1988年
- エースをねらえ!2（男子部員、病院の事務員）
- ドラゴンズヘブン（兵士1）
- レイナ剣狼伝説（デビ）

1989年
- 強殖装甲ガイバー（アプトム）

1990年
- 押忍!!空手部（三浦）
- 新カラテ地獄変（チンピラ）
- 風魔の小次郎（亜沙悪）
- フリテンくん（飯友達）
- 力王 RIKI-OH VIOLENCE2 滅びの子（係員(A)）

1991年
- 一本包丁満太郎2 大阪そうめん戦争（下村）
- NG騎士ラムネ&40 EX ビクビクトライアングル 愛の嵐大作戦（中原先輩）
- ARIEL（官房長官）
- おざなりダンジョン 風の塔（子分）
- カプリコン（給仕長）
- 銀河英雄伝説（スーン・スール〈スーン・スールズカリッター〉）
- JINGI 仁義（相同）
- 創竜伝
- 魍魎戦記MADARA（紅獏）

1992年
- グリーンレジェンド乱（大司教）
- ゴリラーマン（アキラ）
- 世界の光 親鸞聖人（念仏房、吾作）
- 宝島メモリアル「夕凪と呼ばれた男」（男C）
- 東京BABYLON A SAVE FOR TOKYO CITY STORY（役員B）
- ドン 極道水滸伝（大瀬）
- ドン 極道水滸伝 怒濤編（大瀬）
- 電影少女 -VIDEO GIRL AI-（英語教師）
- HUMANE SOCIETY 〜人類愛に満ちた社会〜（兵士）
- 新世紀GPXサイバーフォーミュラ グラフィティ（アスラーダ）
- 新世紀GPXサイバーフォーミュラ11（1992年 - 1993年、アスラーダ）
- 魔動王グランゾート 冒険編（大地の父）

1993年
- 悪右衛門（安部保名）
- 流星機ガクセイバー（マネージャー）
- ロックマン 星に願いを（パパ）

1994年
- KEY THE METAL IDOL（1994年 - 1997年、玉利仙市）
- THE レイプマン（達夫）
- 修羅がゆく（徳丸源次郎）
- 新世紀GPXサイバーフォーミュラZERO（1994年 - 1995年、アスラーダ）
- ダーティペア FLASH2（トーマ）

1995年
- 腐った教師の方程式（キャサリン）
- スライム冒険記（オーク）

1996年
- 紺碧の艦隊（参謀A）
- 新世紀GPXサイバーフォーミュラ EARLYDAYS RENEWAL（アスラーダ）
- 新世紀GPXサイバーフォーミュラSAGA（1996年 - 1997年、アスラーダ）
- 特務戦隊シャインズマン（小野翔太郎 / シャインズマンセピア）

1998年
- ゲキ・ガンガー3 熱血大決戦!!（海燕ジョー）
- 新世紀GPXサイバーフォーミュラSIN（1998年 - 2000年、アスラーダ）
- 真（チェンジ!!）ゲッターロボ 世界最後の日（フレッド）

2005年
- こすぷれCOMPLEX（イケブクロウ）
- スーパーロボット大戦ORIGINAL GENERATION THE ANIMATION（ゼンガー・ゾンボルト）
- ストラトス・フォー アドヴァンス（御厨ジュン）

2010年
- ONE PIECE FILM STRONG WORLD EPISODE:0（ドルトン）

2012年
- 金田一少年の事件簿「黒魔術殺人事件」（高遠遙一 / 黒瓜鬼門）

### ゲーム
1993年
- 聖魔伝説3×3EYES（真行寺君枝、焔）

1995年
- 鬼神童子ZENKI FX 金剛焱闘（羅頭狼）

1998年
- スーパーアドベンチャーロックマン
- ダブルキャスト（松田）

1999年
- ぷよぷよシリーズ（コンパイル版）（サタン） - 2作品

2001年
- スーパーロボット大戦α シリーズ（2001年 - 2005年、ゼンガー・ゾンボルト） - 3作品
- ONE PIECE とびだせ海賊団!（ギン、ドルトン）

2002年
- キン肉マンII世 正義超人への道（ラーメンマン）
- キン肉マンII世 新世代超人VS伝説超人（ラーメンマン）
- スーパーロボット大戦IMPACT（デビルサターン6、プロスペクター）
- 絶体絶命都市（都築孝司、新崎良嵩）
- ONE PIECE グランドバトル! 2（ドルトン）

2003年
- ONE PIECE オーシャンズドリーム!（ドルトン）
- ONE PIECE グランドバトル! 3（ドルトン）

2004年
- キン肉マン ジェネレーションズ（ラーメンマン、モンゴルマン、スペシャルマン）
- スーパーロボット大戦MX（デビルサターン6）
- ONE PIECE ランドランド!（ギン）

2005年
- ポンコツ浪漫大活劇バンピートロット（セントジョーンズ卿）
- ONE PIECE グラバト! RUSH（ギン、ドルトン、ベン・ベックマン）

2006年
- キン肉マン マッスルグランプリ（ラーメンマン）
- キン肉マン マッスルグランプリMAX（ラーメンマン、モンゴルマン、スペシャルマン、裁きの神ジャスティス）
- キン肉マン マッスルジェネレーションズ（ラーメンマン、モンゴルマン、スペシャルマン）

2007年
- キン肉マン マッスルグランプリ2（ラーメンマン）
- サモンナイト ツインエイジ 〜精霊たちの共鳴〜（マーディン）
- スーパーロボット大戦OGシリーズ（2007年 - 2016年、ゼンガー・ゾンボルト、ウォーダン・ユミル） - 5作品

2008年
- キン肉マン マッスルグランプリ2 特盛（ラーメンマン）
- 新世紀GPXサイバーフォーミュラ VS（アスラーダ）
- スーパーロボット大戦A PORTABLE（プロスペクター）
- スーパーロボット大戦Z（ブレーカー）

2009年
- ぷよぷよ7（りすくませんぱい、スケルトンT）

2010年
- 無限のフロンティアEXCEED スーパーロボット大戦OGサーガ（ガグン・ラウズ、スヴァイサー、ジョーム・ガンド）

2011年
- 謎惑館 〜音の間に間に〜
- 遙かなる時空の中で5（勝海舟）
- ぷよぷよ!! Puyopuyo 20th anniversary（りすくませんぱい）
- ONE PIECE ワンピーベリーマッチIC（ギン）

2012年
- PROJECT X ZONE（ゼンガー・ゾンボルト）

2013年
- ぷよぷよ!!クエスト（2013年 - 2022年、りすくませんぱい、スケルトンT、タイヨ）

2014年
- ぷよぷよテトリス（りすくませんぱい）
- ONE PIECE ワンピースキングス（ギン）

2016年
- ぷよぷよクロニクル（りすくませんぱい）

2017年
- スーパーロボット大戦シリーズ（2017年 - 2023年、ゼンガー・ゾンボルト） - 3作品

2018年
- 聖剣伝説2 SECRET of MANA（ヴァンドール）
- CARAVAN STORIES（サリバン）
- JUDGE EYES:死神の遺言（ぷよぷよの声〈りすくませんぱい〉）

2020年
- 龍が如く7 光と闇の行方
- ぷよぷよテトリス2（りすくませんぱい）

2021年
- プロジェクトセカイ カラフルステージ! feat. 初音ミク（冬弥の父）

2023年
- グランブルーファンタジー（バン）

2024年
- 龍が如く8
- 魔導物語 フィアと不思議な学校（スケルトンT）

2025年
- 龍が如く8外伝 Pirates in Hawaii

### 吹き替え

#### 担当俳優
ユ・ヘジン
- 1987、ある闘いの真実（ハン看守）
- 王の男（ユッカプ）
- コースト・ガード（チョルグ）
- 公共の敵（イ・ヨンマン）
- コンフィデンシャル/共助（ジンテ）
- 夏物語（キム）
- 氷雨（パク）

#### 映画
- アトミック・トレイン ※テレビ朝日版
- アパッチ（ジェイク・プレストン〈ニコラス・ケイジ〉）※フジテレビ版
- アビス ※フジテレビ版
- アポロ13（ヘンリー・ハート〈ザンダー・バークレー〉）※ビデオ版
- アメイジング・スパイダーマン（車泥棒）
- アメリカン・グラフィティ ※TBS版
- アンダー・ファイア
- IT ※NHK-BS2版
- 今そこにある危機（ピーティ〈グレッグ・ジャーマン〉、ワシントンの刑事〈レックス・リン〉）※ソフト版
- いまを生きる（スティーヴン・ミークス〈アレロン・ルジェロ〉）※ソフト版
- ウィロー ※ソフト版
- エアポート/トルネード・チェイサー（グットマン〈マックス・ティドフ〉）
- エイセス/大空の誓い ※ビデオ版
- エイリアン3（ゴリック）※フジテレビ版
- エニイ・ギブン・サンデー（ニック・クロージャー〈アーロン・エッカート〉）※ソフト版
- F/X2 イリュージョンの逆転（サントーニ〈トニー・デ・サンティス〉、男生徒）※ビデオ版
- エンジェル・スノー
- おいしい生活（デニー〈マイケル・ラパポート〉）
- オン・エッジ 19歳のカルテ（マイキー〈ポール・ヒッキー〉[52]）
- 危険な情事
- グーニーズ（トロイ・パーキンス〈スティーブ・アンティン〉）※TBS版（25周年記念BD収録）
- クラッシュ・ダイブ 急速潜航（ブロック）※フジテレビ版
- クリフハンガー（ブレット、エージェント・ヘイズ）※ソフト版
- グリマーマン（チンピラ、レストランの受付、警官）※テレビ朝日版
- グレムリン（ジェラルド〈ジャッジ・ラインホルド〉）※ソフト版、（ブレット〈ジョナサン・バンクス〉）※テレビ朝日版
- 刑事ニコ/法の死角（トマシーノ神父）※ソフト版、TBS版
- ゲッタウェイ（フランク・ジャクスン〈ボー・ホプキンス〉）※テレビ朝日新録版
- ゴージャス ※パイオニアLDCのビデオ版
- ゴーストハンターズ
- コールド・ウォー 香港警察 二つの正義（ビンセント・ツイ〈チン・ガーロウ〉）
- 告発の行方（ラリー）※テレビ朝日版
- サーカス天国（セルゲイ・プロバシュカ、象使い）※TBS版
- ザ・グリード（モリガン〈ジェイソン・フレミング〉）※テレビ朝日版
- サドン・デス ※テレビ朝日版
- ザ・パッケージ/暴かれた陰謀（憲兵）
- サボテン・ブラザース（エル・グアポ〈アルフォンソ・アラウ〉）※ソフト版
- 3人のゴースト（ジェームズ・クロス）
- 幸せになるための10のバイブル（ジェフ〈ポール・ラッド〉）
- 地獄のデビルトラック
- 死の標的（メキシコの賞金稼ぎ、ポッセのリーダー）※フジテレビ版
- 13日の金曜日 PART8 ジェイソンN.Y.へ（ジュリアス）※フジテレビ版
- 少林サッカー（のっぽ）※フジテレビ版
- 新宿インシデント（ホンコン〈チン・ガーロウ〉）
- スピード2（アシュトン）※フジテレビ版
- スペシャリスト ※テレビ朝日版
- ゼイリブ（黒人革命家〈サイ・リチャードソン〉）※テレビ朝日版（ソフト収録）
- ソルジャー・ボーイズ
- ダーウィン・アワード
- ダーティハリー5
- 大空港 ※日本テレビ版
- ダイ・ハードシリーズ
  - ダイ・ハード（テオ）※フジテレビ版
  - ダイ・ハード2（テロリスト）※テレビ朝日版
  - ダイ・ハード3（テロリスト）※テレビ朝日版
- ダウンタウン・シャドー（キャッシュ〈チャン・シウチョン〉）
- デイ・オブ・デスティニー
- デイライト ※テレビ朝日版
- デス・ハント（チャーリー・ラット、男1、男A、男C）※フジテレビ版
- テッド（テッド・ダンソン）
- デッドフォール（ワイラー〈ルイス・アークエット〉）※ソフト版
- デビルスピーク（コワルスキー）
- デビル・リベンジャー 復讐の殺人者（ジョーンズ）
- 天国に行けないパパ
- ドーン・オブ・ザ・デッド（スティーブ・マーカス〈タイ・バーレル〉）
- トゥームレイダー2 ※ビデオ版
- トゥルー・ロマンス（フロイド〈ブラッド・ピット〉）※日本テレビ版
- 特攻サンダーボルト作戦
- トップガン（マーリン〈ティム・ロビンス〉）※フジテレビ版
- トム・クルーズ/栄光の彼方に
- ドラゴン電光石火'98（ディック〈ロイ・チョン〉）
- ノーマンズ・ランド ※テレビ朝日版
- ハード・トゥ・キル（ノーラン、ショットガンを持ったチンピラ、マーサの隣人）※ソフト版
- ハートブルー（アルヴァレス）※ソフト版
- バイオレント・サタデー（アンドレイ・ミカロヴィッチ）※日本テレビ版（BD収録）
- バック・トゥ・ザ・フューチャーシリーズ
  - バック・トゥ・ザ・フューチャー（マッチ〈ビリー・ゼイン〉、マーヴィン・ベリー〈ハリー・ウォーターズ・Jr〉）※ソフト版
  - バック・トゥ・ザ・フューチャー PART2（データ〈リッキー・ディーン・ローガン〉、マッチ〈ビリー・ゼイン〉）※ソフト版
- バックファイヤー!
- 800万の死にざま
- ハロウィンII（クレイグ〈ビル・ウォーロック〉）※日本テレビ版（BD収録）
- 必殺処刑コップ ※テレビ東京版
- ヒドゥン
- ビバリーヒルズ・コップ3（レヴィン〈ジョン・テニー〉）※ソフト版
- ビバリーヒルズ・ニンジャ（マーティン〈ナサニエル・パーカー〉）
- フィフス・エレメント（ビリー〈ルーク・ペリー〉）※テレビ朝日版
- フォーリング・ダウン ※ソフト版
- フォレスト・ガンプ/一期一会（アール、ウェスリー、エルヴィス・プレスリー）※ソフト版
- プライスレス 素敵な恋の見つけ方（ジャン〈ガッド・エルマレ〉）
- ブラックライダー
- ブラッド・ワーク ※テレビ版
- プラトーン ※テレビ朝日版
- フランティック（ジャック〈アルトゥ・ドゥ・ペンゲルン〉）※DVD・ビデオ版
- プリティ・ブライド（リー）
- F.L.E.D./フレッド（ウォーデン・ニコルズ刑務所長〈ケン・ジェンキンス〉）
- プンサンケ（亡命男〈キム・ジョンス〉）
- ベスト・キッド ※テレビ版
- ホーム・アローン（ピザ配達員）※フジテレビ版（日本語吹替完全版Blu-rayBOX収録）
- ボディガード（ミネラ）※フジテレビ版
- 炎の戦線エル・アラメイン（フィオーレ中尉）
- ボブ★ロバーツ（ダン・ライリー〈ピーター・ギャラガー〉）
- マーク・トゥエインの大冒険（トム・ソーヤ）
- マイ・ブルー・ヘブン（ウィル・スタブス〈ダニエル・スターン〉）
- マネー・ゲーム 株価大暴落（ジム・ヤング〈ベン・アフレック〉）
- マネー・トレイン ※フジテレビ版
- マネキン
- 密殺集団（アーサー・クームズ〈ジョー・レガルブート〉、ポール・マッケイ刑事〈ディック・アンソニー・ウィリアムズ〉）※テレビ版（DVD収録）
- ミシシッピー・バーニング ※テレビ朝日版
- 未来世紀ブラジル（アナウンサー）※テレビ版（ソフト収録）
- メイフィールドの怪人たち ※テレビ朝日版
- モリー先生との火曜日
- 勇気あるもの（ジャクソン・リーロイ〈リチャード・T・ジョーンズ〉）
- ユニバーサル・ソルジャー ※テレビ朝日版
- 許されざる者 ※テレビ朝日版
- 溶解人間（マクマナス、ガードマン2）※TBS版（BD収録）
- ラスト・オブ・モヒカン（ウンカス）※フジテレビ版
- ラッキー・ガール（アントニオ）
- ランダム 存在の確率（マイク〈ニコラス・ブレンドン〉）
- ランボー ※フジテレビ版
- ランボー/怒りの脱出 ※フジテレビ版
- リーサル・ウェポン3 ※テレビ朝日版
- リベラ・メ
- 流血の絆/野望篇（パスカル）
- レッド・オクトーバーを追え!（スラヴィン）※テレビ朝日版
- ローデッド・ウェポン1（チャーリー・シーン）※標準語版
- ロイヤルファミリー
- ワイルド・スピード（ミューズ）※ソフト版
- ワンダー・ボーイズ

#### ドラマ
- 美男ですね（アン社長）
- 今、私たちの学校は…（ナム・ソジュ〈チョン・ベス〉[53]）
- 宇宙船レッド・ドワーフ号（ランディ・ナヴァーロ〈サイモン・ペイズリー・デイ〉、刑事〈レニー・フォン・ドーレン〉、騎士）
- NYPDブルー（マイク・ロバーツ）
- L.A.ロー 七人の弁護士（ジョナサン・ローリンズ〈ブレア・アンダーウッド〉）
- キッチンパラダイス（スティーブ）
- 恐竜家族
- 刑事コロンボシリーズ
  - 刑事コロンボ 祝砲の挽歌（コーソ巡査）
  - 新・刑事コロンボ・完全犯罪の誤算（アミーア）
  - 新・刑事コロンボ・殺人講義（トッド）
- 推奴 〜チュノ〜
- 超音速ヒーロー ザ・フラッシュ（ウェイン・コトレル〈ジェイ・アーレン・ジョーンズ〉）※日本テレビ版
- パワーレンジャーシリーズ
  - パワーレンジャー（スピットフラワー〈マイク・レイノルズ〈声〉〉）
- フルハウス（エド）
- ヘチ 王座への道（チョ・ヒョンミン〈イ・ドヨプ〉[54]）
- MAD MEN（ヘンリー・フランシス）
- マペット放送局（アーセニオ・ホール）
- ロイヤルファミリー（オム・キド〈チョン・ノミン〉）
- 私はラブ・リーガル2
- ONE PIECE（2023年、ギン）

#### アニメ
- ANIMANIACS（クリントン）
- アラジンの大冒険（客、町の男）
- 怪盗カルメンサンディエゴ（シュトラウス）
- ザ・シンプソンズ（アラン・アル・ガンベル）
- ザ・バットマン（ジェームズ・ゴードン〈2代目〉、マキシー・ゼウス）
- 白雪姫（狩人）
- スヌーピー（シュローダー）※東北新社版
- ダックテイル（シフティ、羊飼い 他）
- チップとデールの大作戦（スノート）※テレビ東京版
- ドロシーとオズの魔法使い（ライオン[55]）
- ドン・キホーテ（背の高い囚人）
- 2020年ワンダー・キディ
- バットマン
- パワーパフガールズ（グリーン先生）
- ミュータント・タートルズ（1987年東和ビデオ版）（ジンギスカン）
- リトル・マーメイド（兵士）

### CD・カセット
- アニメイトカセットコレクション 機動戦艦ナデシコ 「ナデシコ対ゲキ・ガンガー対宇宙人」……って、オイ!?（1997年、海燕ジョー、プロスペクター[56]）
- アニメイトカセットコレクション 機動戦艦ナデシコ 2 ナデシコ・ばらえてい(仮題)（1998年、プロスペクター）
- Weiß kreuz Dramatic Collection I The Holy Children（長山）
- KEY THE METAL IDOL RADIO PROGRAM 3「憧れ」（玉利仙一）
- 機甲警察メタルジャック PARTY JACK
- 機動戦艦ナデシコ特別編 〜The prince of darkness〜（プロスペクター）
- スーパーロボット大戦OG THE SOUND CINEMA Vol.3（ゼンガー・ゾンボルト）
- スーパーロボット大戦OG ジ・インスペクター ドラマCD VOL.1、VOL.2（ゼンガー・ゾンボルト）
- 聖獣伝承ダークエンジェル（ムシュフシュ）
- 創竜伝（田代、儀狄）
- 遙かなる時空の中で5 夜明け前 壱（勝海舟）
- 吸血鬼ハンター D-北海魔行I -北の海へ-（ツイン）
- ファイアーエムブレム 黎明編/紫嵐編（ハイマン）
- ふしぎ遊戯 玄武開伝（ソルエン）
- 新世紀GPXサイバーフォーミュラシリーズ（アスラーダ）
  - 新世紀GPXサイバーフォーミュラ ROUND2 愛と哀しみの誕生日!
  - 超音速伝説サイバーフォーミュラ LEGEND OF RACERS 1
  - 新世紀GPXサイバーフォーミュラ PICTURELAND1 風にのせて
  - 新世紀GPXサイバーフォーミュラ SAGAII ROUND3 鋼鉄のマイスタージンガー
- 星くずパラダイス（ゆずる）
- MIND ASSASSIN 2（ナレーター）
- 無限のフロンティアEXCEED×スーパーロボット大戦OG スペシャルドラマCD「無限の扉絵」（ゼンガー・ゾンボルト）

### ナレーション
- 爆笑チャレンジャー

### 舞台
- ノクターン・イン・ザ・ダーク（2002年） - 男
- 鬧熱のラプソディ（2003年） - 玉川八郎
- 緋色の小夜曲（2004年） - 塙八郎
- 寓居の鎮魂曲（2005年） - 芥川
- 慾動の行進曲（2005年） - 男
- ハッピーエンドは儲らない（2006年） - 東城
- あなたが○○でなかったら（2006年） - 小日向
- ギムレットを飲むにはまだ早すぎる（2008年） - フィリップ・マーロウ

### CM
- ゴルフ倶楽部 バーディ・ラッシュ
- スーパーロボット大戦OG ORIGINAL GENERATIONS（ゼンガー・ゾンボルト）
- ビックカメラ（ナレーション）

### デジタルコミック
- 聖剣学院の魔剣使い（2020年、ブラッカス[57]）
- 四つ子ぐらし（2021年、富士山鷹雄）
- 千年狐 〜干宝「捜神記」より〜（2022年、孔章[58]）

### その他のコンテンツ
- CRさくらももこ劇場コジコジ2（ドーデス）
- 世界まるごとHOWマッチ（声の出演）
- 東京ディズニーランド
  - 白雪姫と七人のこびと（スカンク）
- Webドラマ四つ子ぐらし（富士山鷹男）

### シリーズ一覧
1. ↑  第1シリーズ（2002年）、第3シリーズ『Stream』（2005年）、第4シリーズ『BEAST』（2006年）、第5シリーズ『BEAST+』（2006年）
2. ↑  『ぷよぷよ〜ん』『ぷよぷよDA!』（1999年）
3. ↑  『α外伝』（2001年）、『第2次α』（2003年）、『第3次α』（2005年）
4. ↑  『ORIGINAL GENERATIONS』『OG外伝』（2007年）、『第2次OG』（2012年）、『INFINITE BATTLE』[44]（2013年）、『ムーン・デュエラーズ』（2016年）
5. ↑  『X-Ω』（2017年 - 2019年）、『30』（2022年）、『DD』（2022年 - 2023年）